# موفق الدين العيلاني
أبو العز مظفر بن إبراهيم بن جماعة بن علي العيلاني المصري. شاعر مصري، حنبلي المذهب يلقب بموفق الدين، ولد لخمس بقين من جمادى الآخرة سنة 544 هـ بمصر. كان أديبا عروضيا شاعرا مجيدا، صنف في العروض مختصرا جيدا دل على حذقه فيه، وله ديوان شعر. كان شاعرا أعمى، ومن شعره:
توفي في مصر صباح يوم السبت 9 محرم 623 هـ ودفن بسفح المقطم.